# Gaetano Giulio Zumbo
Gaetano Giulio Zumbo (Syracuse, 1656 – Parijs, 22 december 1701) was in titel abt in het bisdom Syracuse in het koninkrijk Sicilië. Hij geraakte bekend in Italië en Frankrijk door zijn wassen beelden. De wassen beelden hadden diverse onderwerpen: anatomische stukken; portretten van vorsten; afbeeldingen van rottende lichamen, tot het macabere toe; kerststallen en heiligenbeelden.

## Levensloop

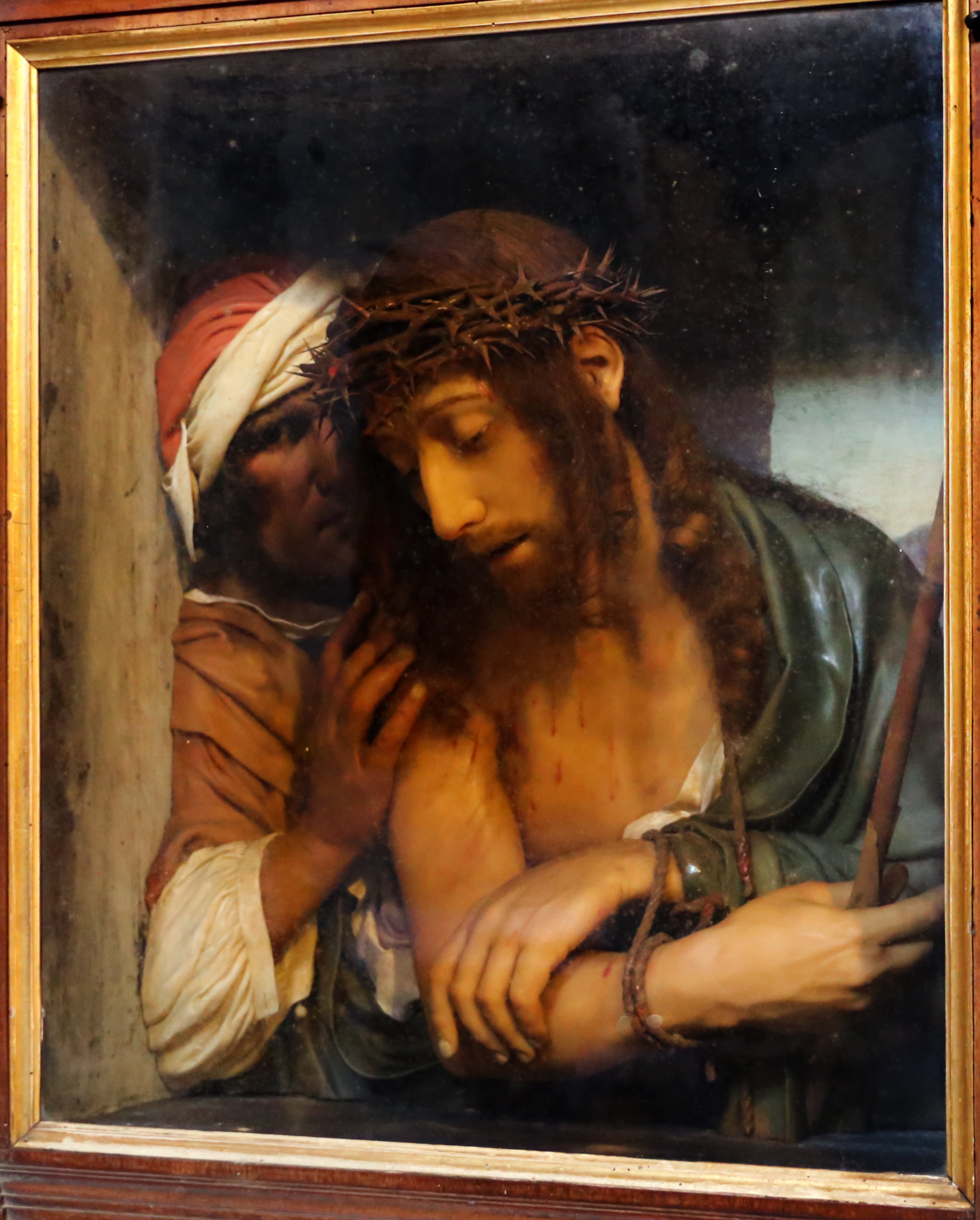
Ecce Homo

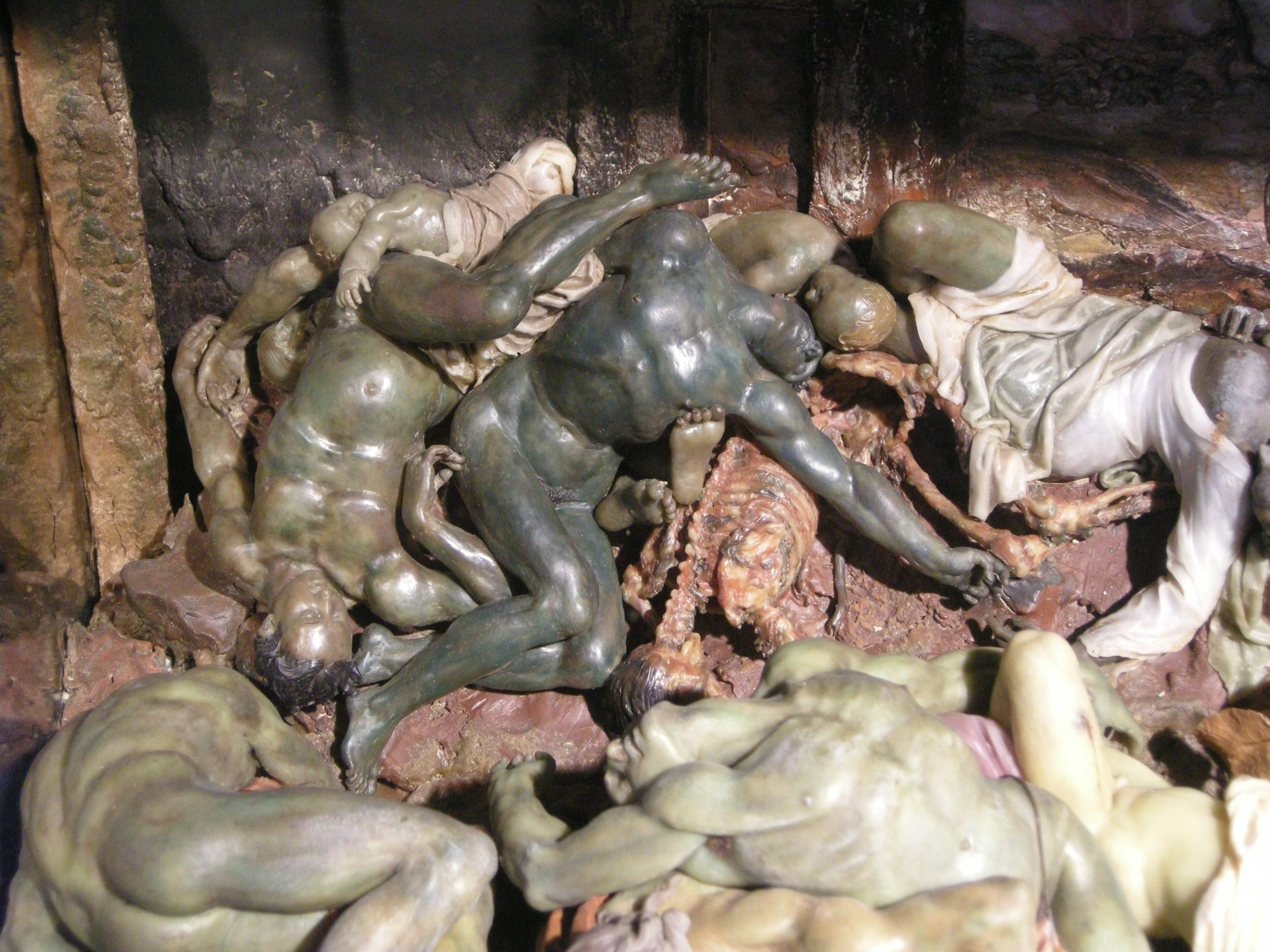
De pest

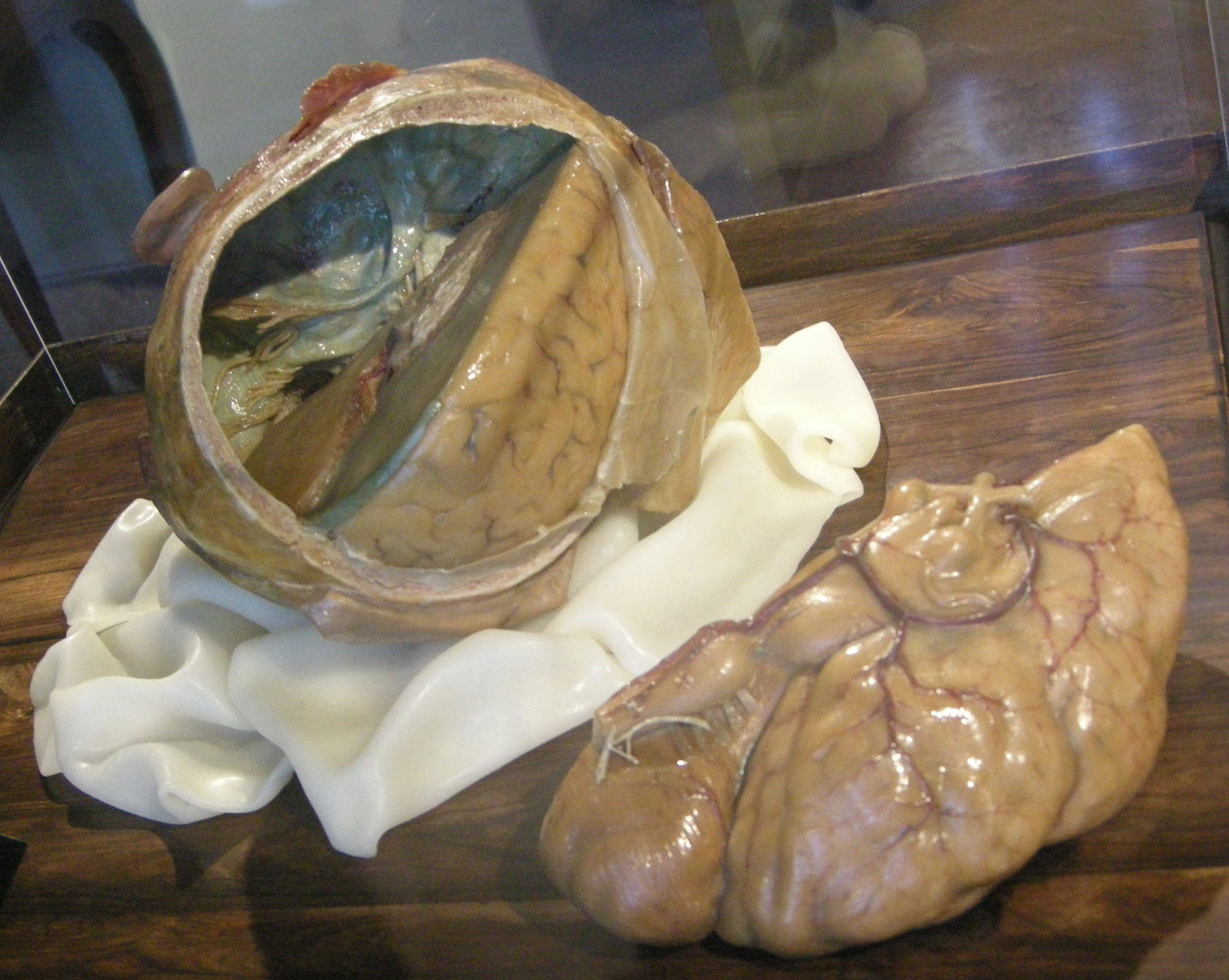
Hersendissectiestuk

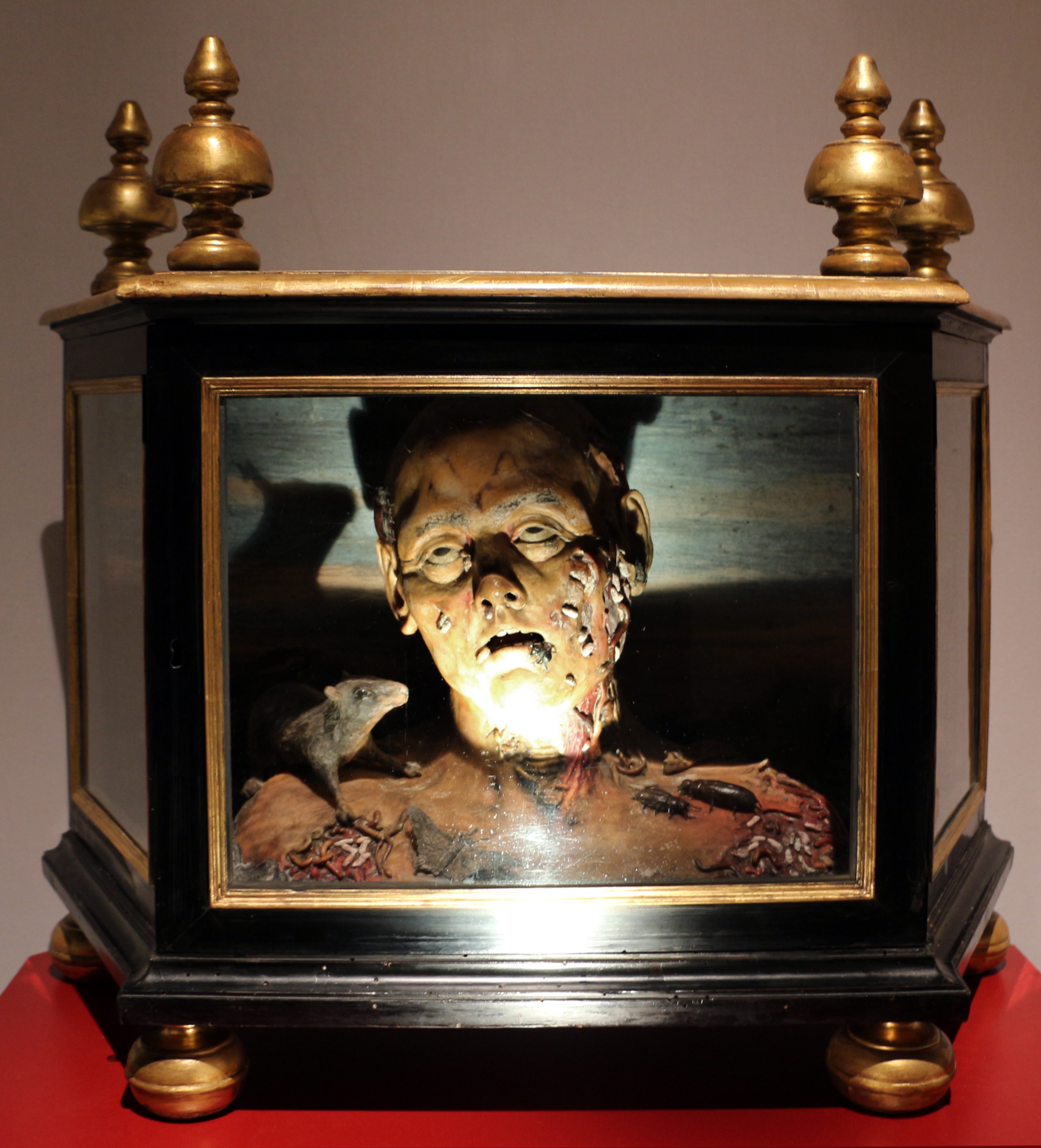
Rottend lijk

Zumbo was een buitenechtelijk kind van een Siciliaanse edelman. Zijn moeder noemde hem Zummo, wat later Zumbo werd. Hij werd opgevoed in een instelling van jezuïeten. Hij zwaaide af met op zak een benoeming als titulair abt. Dankzij deze prebende genoot hij een jaarlijkse rente.
Reeds in Syracuse hield Zumbo zich bezig met wassen beelden, wat op Sicilië gebruikt werd bij dodenmaskers. Zumbo werkte op vijf plaatsen aan zijn wassen beelden, een kunst die hij verfijnde en voorzag van kleurpigmenten. Aan niemand vertelde hij het geheim van de kleuringen. De vijf plaatsen waren:
- Aan het Hof van groothertog Cosimo III de' Medici; zijn werken staan in het Museo de la Specola en het Museo nazionale del Bargello.[3]
- Op de anatomische afdeling van de universiteit van Bologna; zijn werken staan in het Museo de Palazzo Poggi.
- Bij gegoede burgerij in Genua, hoofdstad van de republiek Genua.
- Marinebasis van Marseille in het koninkrijk Frankrijk.
- Parijs en Versailles. In het kasteel van Versailles hangt een wassen beeld van de Zonnekoning.

### Florence (1691-1694)
Via Napels en Rome belandde hij in Florence aan het Hof van Toscane (1691), bij groothertog Cosimo III de' Medici. De groothertog was een mecenas voor artiesten. Zumbo werd bekend als een cortigiano of hoveling, een van de 1.500 hovelingen van Cosimo III. Zumbo maakte wassen beelden die religieuze onderwerpen voorstelden.  Hier hoorde ook Il trionfo del tempo of de triomf van de tijd: het gaat om dode lichamen. Een ander werk in Florence was Il morbo gallico of de patiënt met syfilis. Een andere Siciliaan, Mongitore, apprecieerde het werk van abt Zumbo maar vond dat deze te veel aandacht had voor het lichamelijke. Zumbo legde zich meer en meer toe op anatomische stukken. Hiervoor kreeg hij hulp van de lijfartsen van Cosimo III.
De moeder van abt Zumbo verbleef eveneens op kosten van de groothertog bij haar zoon.

### Bologna (1694-1695)
In de jaren 1694-1695 was Zumbo niet aan het Hof. Hij perfectioneerde zijn kennis van anatomie aan de universiteit van Bologna in de Pauselijke Staat. Omgekeerde lanceerden de anatomen in Bologna het gebruik van wassen beelden als demonstratiemateriaal.

### Genua (1695-circa 1700)
Via Florence reist Zumbo door naar de republiek Genua. Het blijft onduidelijk waarom hij het hofleven vaarwel zei. In Genua is er geen hofleven; via relaties met Fransen verliet Zumbo toch zijn mecenas. Op dat moment was er een alliantie tussen het koninkrijk Frankrijk van de Zonnekoning en de republiek Genua. Groothertog Cosimo III betaalde nog de reis van Zumbo’s moeder naar Genua.
Gegoede burgers in Genua, zoals senatoren, alsook Franse inwijkelingen waren geïnteresseerd in wassen portretten die Zumbo hen kon leveren. Met de Franse chirurgijn Guillaume Desnoues liepen de relaties zo goed dat beide mannen samen de anatomische stukken perfectioneerden tot in de kleinste details. Zo werden dode lichamen volledig opgespoten met was, met inbegrip van de bloedvaten. Deze studie kwam de School voor Chirurgie ten goede, want deze was nog maar recent opgericht in Genua (1666). Beide heren ruzieden uiteindelijk over het patent. 

### Marseille (circa 1700-1701)
Zumbo stak circa 1700 met enkele wassen beelden in zijn valiezen de Franse grens over en reisde naar de meest nabije haven, deze van Marseille. Daar werkte hij onder toezicht van ridder Jean-Louis Habert du Fargis (1648-1720), heer van Montmort en intendant van de galeien en de marine. Deze laatste bezorgde aan Zumbo lijken van het ziekenhuis van Marseille. Wanneer op een dag minister Vauban en kanselier Louis de Phélpeaux, graaf van Pontchartrain en minister van Marine, een bezoek brachten, toonde Zumbo zijn anatomische werken. De ministers lieten Zumbo onmiddellijk doorreizen naar Parijs (1701). Ze lichtten de Zonnekoning in.

### Parijs (1701-1701)
Via de universiteit van Montpellier kwam Zumbo aan in Parijs. Zumbo kende succes in de mondaine salons en wetenschappelijke kringen na zijn demonstratieles aan het Hof van Versailles. Zumbo verscheen voor de Académie des Sciences (mei 1701). De academie vond de voorstellingen van het menselijk lichaam realistisch uitgebeeld, te meer door de kleurschakeringen; bovendien vonden zij het anatomisch materiaal vrij van stank. Zumbo ging ook langs in het kasteel van Meudon, de residentie van de Grand Dauphin. Hertog Filips, broer van de Zonnekoning, bracht een bezoek aan zijn atelier in Parijs. Ondanks dit succes kende Zumbo financiële problemen. Hij verkocht wassen kunst om den brode. Na een hersenbloeding ging Zumbo’s gezondheid snel achteruit. Hij overleed eind 1701.
Chirurg Desnoues keerde naar Parijs terug en beweerde aan de oorsprong van de wassen techniek te liggen. Hij stichtte een school van ceroplastie om anatomische wassen beelden te produceren. Het geheim van de kleuringen kende Desnoues niet. Andere Parijzenaars zochten het uit.